# STEGAL

Газогін STEGAL на мапі Німеччини

STEGAL (нім. Sachsen-Thüringen-Erdgas-Anbindungsleitung) — газопровід у Німеччині, який забезпечує перетік ресурсу від північної ділянки кордону з Чехією у західному напрямку до газопроводу MIDAL.
Сучасна Німеччина розпочала імпорт природного газу із соціалістичного табору ще у 1970-х роках через кордон із Чехією (пункт Вайдгаус нім. Waidhaus) на південному напрямку. Саме там були створені кілька ліній для отримання блакитного палива хоч і з СРСР, проте не через іншу німецьку державу НДР. Саме небажання Західної Німеччини (ФРН) отримувати блакитне паливо через її соціалістичного двійника стало чи не найважливішою причиною для формування головного газоекспортного коридору із СРСР до Європи (газопровід «Братство») саме через Словаччину та Чехію, тобто південніше від НДР.
В той же час, чеською територією проклали трубопроводи і у напряму до НДР. Після падіння соціалістичної диктатури та об'єднання німецьких земель постало питання ефективного використання існуючої інфраструктури. Для цього створили новий напрям перетоку газу із Чехії, коли від її прикордонної станції у пункті Гора Св. Катерини лінії газопроводів простягнулись не лише на північ до колишньої НДР (прийомний пункт Зайда нім. Sayda), але і до Ольбернгау (нім. Olbernhau), звідки потік блакитного палива за оптимальним маршрутом міг слідувати через центральну Німеччину у західному напряму.
Вже у 1991 році нитка газопроводу STEGAL довжиною 314 км та діаметром 800 мм почала транспортування газу до Тюрингії, де він вливався до газопроводу MIDAL.
Із нарощуванням імпорту газу російського походження на початку 21 століття трубопровід STEGAL підсилили лупінгом довжиною 97 км та діаметром 1000 мм.
Після будівництва «Північного потоку» та південного відводу від нього OPAL на вихідну точку STEGAL-а почав надходити газ, імпортований напряму із Росії, минаючи Україну та «Братство». 